# Diceratalebra sola
Diceratalebra sola är en insektsart som beskrevs av Young 1957. Diceratalebra sola ingår i släktet Diceratalebra och familjen dvärgstritar. Inga underarter finns listade i Catalogue of Life.